# The Great Burrito Extortion Case
The Great Burrito Extortion Case è il sesto album in studio della band pop punk Bowling for Soup, pubblicato nel 2006 dalla Jive Records.

## Tracce
1. Epiphany – 4:09
2. High School Never Ends – 3:29
3. Val Kilmer – 3:31
4. I'm Gay – 3:26
5. Why Don't I Miss You? – 3:48
6. A Friendly Goodbye – 3:27
7. Luckiest Loser – 3:47
8. Love Sick Stomach Ache (Sugar Coated Accident) – 4:06
9. Much More Beautiful Person – 3:24
10. Friends Like You – 2:30
11. When We Die – 4:13
12. 99 Biker Friends – 3:14
13. Don't Let It Be Love – 3:26
14. If You Come Back to Me/Outro – 20:12

## Formazione
- Chris Burney - chitarra, voce
- Jaret Reddick - voce, chitarra
- Erik Chandler - basso, voce
- Gary Wiseman - batteria